# نظام عامری
نظام عامری (زاده آبان ۱۳۰۵ تهران - درگذشته ۱۲ تیر ۱۳۹۵) معمار، طراح سرشناس و نامدار اهل ایران بود. وی تنها شاگرد و همکار ایرانی فرانک لوید رایت معمار صاحب سبک آمریکایی بود.

## زندگی
نظام عامری در سال ۱۳۰۵ در تهران به دنیا آمد. پدر او شیخ خزعل (از حاکمان جنوب ایران) و مادر او خانم فخرالسلطنه دختر نظام‌السلطنه مافی بود. او از همان دوران کودکی تحت مراقبت بوده و زندگی پر فراز و نشیبی را تجربه کرد.
وی پس از گذراندن تحصیلات پایه‌ای خود برای دریافت مدرک دیپلم به انگلستان رفته و پس از مدتی برای تحصیل در دانشگاه عازم آمریکا شد. او ابتدا در رشته هنر در دانشگاه کِنت، ایالت اوهایو تحصیلات خود را آغاز کرد، و بعد از مدتی به معماری علاقه‌مند شد و در این رشته ادامه تحصیل داد.
آشنایی او با فرانک لوید رایت در همان سال اول تحصیلش در رشته معماری با دیدن آثار وی در کتابخانه دانشگاه، آغاز شد. عامری یک سال زودتر تحصیلات خود را در دانشگاه به پایان رساند تا بتواند هرچه سریعتر به مدرسه رایت بپیوندد. آنگونه که خودش بیان می‌کند، مصاحبه دشواری را برای ورود به مدرسه تلییزن وست، در پیش داشته‌است.
بنا به گفته‌های او رایت، مدرک و درجات دانشگاهی را قبول نداشته، بنابراین مصاحبه بدون توجه به مدرک او صورت گرفته بود. فرانک لوید رایت ۸۵ ساله پس از مصاحبه، عامری را به عنوان شاگرد خود قبول می‌کند و پس از سپری کردن ۲ سال تحصیل در تلییزن، از او در طراحی موزه گوگنهایم، نزد خود کمک گرفته و وی را به عنوان نماینده خود در خاورمیانه معرفی می‌کند، همچنین به دلیل علاقه‌ای که به نظام عامری پیدا کرده بود، برای او اقدام به طراحی منزل شخصی می‌کند که این امر در بین شاگردان رایت امری بی‌سابقه بوده‌است.

## آثار
نظام عامری پس از گذراندن ۲ سال پربار نزد لوید رایت، به عنوان تنها شاگرد ایرانی او، به ایران بازمی‌گردد، و فعالیت حرفه‌ای خود را با طراحی و اجرای خانه‌ای در شمال تهران برای سیاوش شقاقی، آغاز می‌کند. پس از آن در سال ۱۳۴۱ دفتر معماری خود را با همکاری دوستانش تأسیس می‌کند که حاصل کار این دفتر، اجرای بیش از ۹۰ پروژه در ایران است.
وی یک سال قبل از انقلاب اسلامی ایران به لندن بازمی‌گردد، و فعالیت خود را در وسعت بسیار کمتری در آنجا ادامه می‌دهد. از جمله کارهای وی در انگلستان، می‌توان آتلیه هنر چلسی (chelsea art galleries)، را نام برد که مجله (Art Review)، آن را منتشر ساخت و آن را «جواهر معماری»، نامید.
برخی آثاری که «نظام عامری» در طراحی آن‌ها شرکت کرده است عبارتند از: موزه دفینه، کالج دماوند، دانشگاه اصفهان، دانشگاه شیراز، کتابخانه مرکزی شیراز، کتابخانه نازی‌آباد، سینما بهمن، پارک شهر، بیمارستان الزهرا، بیمارستان پارس و بیمارستان سینا.

## درگذشت
نظام عامری روز جمعه یکم ژوئیه ۲۰۱۶ برابر با ۱۲ تیرماه ۱۳۹۵ در لندن درگذشت.